# 祖古烏金仁波切
祖古烏金仁波切（藏語：སྤྲུལ་སྐུ་ཨོ་རྒྱན་རིན་པོ་ཆེ་，威利转写：sprul sku o rgyan rin po che，Tulku Urgyen Rinpoche，1920年—1996年），藏傳佛教人物，寧瑪派秋吉林巴伏藏師曾孫。

## 認證過程
童年時，十五世噶瑪巴·卡恰多傑認證為蓮師二十五弟子之一的秋旺祖古 (Guru Chöwang )的轉世。

## 秋林家族
祖古烏金仁波切於1920年生於東藏康區的囊謙。他在早期四歲時，已開始在父親吉美多傑教授許多學生的禪修課中一起上課。年僅四歲的他，已能指證自心覺性。之後他不僅跟隨根本上師—叔父桑天加措學習。他有四個兒子，秋吉尼瑪仁波切（Chökyi Nyima Rinpoche）、慈克秋林仁波切（Tsikey Chokling Rinpoche）、措尼仁波切（Tsoknyi Rinpoche）和明就仁波切（Mingyur Rinpoche）均為轉世祖古，且有廣大的佛行事業。
祖古烏金仁波切，為二十世紀首屈一指的大圓滿上師，幼年時獲得十九世紀利美運動三位上師的完整的教法與灌頂，並將家族之秋林新伏藏－秋林德薩，傳授給十六世噶瑪巴與二世敦珠法王等人。
乃旦秋林仁波切2001年所生之子，被楚璽仁波切認證成祖古烏金之轉世，世稱祖古烏金揚希仁波切。

## 以華文出版之著作以及相關書籍
- 祖古．烏金仁波切 ，《彩虹丹青》，  楊書婷 ， 橡樹林 ，2011，ISBN　9789866409318。
- 祖古．烏金仁波切 ，《大圓滿之歌：總集歷代重要大圓滿成就者之證悟心要》， 項慧齡 ， 橡實文化 ，2011，ISBN　9789866362415。
- 《大成就者之歌：法源篇─祖古．烏金仁波切靈修回憶錄》，楊書婷、郭淑清譯 ， 橡實文化 ，2007，ISBN　9789868329164。
- 《大成就者之歌：傳承篇─祖古．烏金仁波切靈修回憶錄》，楊書婷、郭淑清譯 ， 橡實文化 ，2007，ISBN　9789868329157。
- 祖古．烏金仁波切 ， 《如是(上)：心要口訣篇 》 《如是(下)：實修問答篇》， 項慧齡 ， 橡實文化 ，2010，ISBN　9789866362200，ISBN　9789866362217。
- 祖古．烏金仁波切 ，《松嶺寶藏：蓮師向空行母伊喜．措嘉開示之甚深寶藏口訣》， 橡樹林 ，2013，ISBN　9789866409578。
- 祖古．烏金仁波切 ，《除障第一：蓮師伏藏法「普巴金剛」暨「金剛薩埵」實修引導》， 眾生出版社  ，2018，ISBN 9789866091889。
- 祖古．烏金仁波切 ，《金剛語：大圓滿瑜伽士的竅訣指引》， 眾生出版社 ，2018，ISBN 9789866091902。